# Станично-Луганський район
Стани́чно-Луга́нський райо́н (розм. Станичанський район) —колишній район України на центральному сході Луганської області. Районний центр Станиця Луганська. Населення становило 49 870 осіб (на 1 серпня 2013). Мав площу 1900 км². Утворено 1923 року.

## Географія
Район розташований у басейні середньої течії Сіверського Дінця. Територією району протікають річки: Сіверський Донець, Айдар, Деркул, Тепла, Ковсуг, Євсуг.
Клімат помірно континентальний. Середня температура найтеплішого місяця (липень) + 21 °C, а найхолоднішого місяця (січень) — 7 °C. Зима порівняно холодна, з різкими східними і південно-східними вітрами, заморозками. Літо спекотне, друга його половина помірно суха. Осінь сонячна, тепла, суха.
Район багатий будівельними матеріалами: вапняк, пісковик, пісок, крейда, мергель, різноманітні глини, що використовуються в будівництві. Є родовища природного газу і нафти, джерела мінеральних лікувальних вод.
Розташовано відділення Луганського заповідника — «Станично-Луганський заповідник».

### Флора
На території району трапляються рослини, занесені до Червоної книги України:
- астрагал донський (Astragalus tanaiticus), поблизу гирла Деркула, і крейдолюбний (Astragalus cretophilus), на околицях Петрівки, Миколаївка, Малої Вергунки, Станиці Луганської;
- волошка донецька (Centaurea donetzica), поблизу Болотеного і Кіндратіївки, і первинногерберова (Centaurea protogerberi), піщана тераса між гирлами Айдару і Деркула, — ендеміки середньої течії Сіверського Дінця;
- дельфіній Сергія (Delphinium sergii), на околицях Станиці;
- еремур показний (Eremurus spectabilis), урочище Гришине поблизу Золотарівки;
- келерія Талієва (Koeleria talievii), ендемік середньої течії Сіверського Дінця;
- ковила волосиста (Stipa capillata), вузьколиста (Stipa tirsa), дніпровська (Stipa borysthenica), зрідка, бо екотопи третинних пісків засаджені сосною, Залеського (Stipa zalesskii), Лессінга (Stipa lessingiana), найкрасивіша (Stipa pulcherrima), пухнастолиста (Stipa dasyphylla) і українська (Stipa ucrainica);
- коручка морозникова (Epipactis helleborine), поблизу Малинового;
- пирій ковилолистий (Elytrigia stipifolia) на крейдяних відслоненнях;
- півники борові (Iris pineticola), піщана тераса Сіверського Дінця поблизу Болотеного;
- півонія тонколиста (Paeonia tenuifolia), степові цілини поблизу Верхньобогданівки;
- полин суцільнобілий (Artemisia hololeuca), крейдяні відслонення;
- рябчик малий (Fritillaria meleagroides) і руський (Fritillaria ruthenica), заплава Сіверського Дінця;
- рястка Буше (Ornithogalum boucheanum), Червоний Яр і Валуйське;
- сальвінія плаваюча (Salvinia natans), води Сіверського Дінця й Айдару;
- сон чорніючий (Pulsatilla pratensis);
- тюльпан дібровний (Tulipa quercetorum) і змієлистий (Tulipa ophiophylla);
- шафран сітчастий (Crocus reticulatus), звичайна рослина дубових гаїв.

## Історія
Станично-Луганське засновано селянами-втікачами в другій половині XVII сторіччя. Поселення в лісистій місцевості при впаданні річки Лугань у Сіверський Донець звалося містечко Луганське. У 1684 році його знищили татари, однак незабаром воно було відновлене. Нове поселення отримало назву Станиця Луганська. Датою заснування селища вважається 1688 рік.
У 1923 році селище Станічно-Луганське стало центром однойменного району, розташованого за 20 км на південний схід від обласного центру. Район межує з Ростовською областю Росії.

## Адміністративний устрій
Адміністративно-територіально район поділяється на 2 селищні ради та 16 сільських рад, які об'єднують 49 населених пунктів (2 смт, 41 село, 6 селищ сільського типу) і підпорядковані Станично-Луганській районній раді. Адміністративний центр — смт Станиця Луганська.

### Список сіл району
| Назва             | Входження                         |
| ----------------- | --------------------------------- |
| Артема            | Нижньотеплівська сільська рада    |
| Благовіщенка      | Талівська сільська рада           |
| Болотене          | Валуйська сільська рада           |
| Бурчак-Михайлівка | Миколаївська сільська рада        |
| Валуйське         | Валуйська сільська рада           |
| Велика Чернігівка | Великочернігівська сільська рада  |
| Верхньобогданівка | Верхньобогданівська сільська рада |
| Верхній Мінченок  | Теплівська сільська рада          |
| Верхня Вільхова   | Вільхівська сільська рада         |
| Вільне            | Чугинська сільська рада           |
| Вільхове          | Валуйська сільська рада           |
| Войтове           | Петропавлівська селищна рада      |
| Гарасимівка       | Гарасимівська сільська рада       |
| Геївка            | Передільська сільська рада        |
| Деркульське       | Чугинська сільська рада           |
| Золотарівка       | Чугинська сільська рада           |
| Козачий           | Широківська сільська рада         |
| Колесниківка      | Комишненська сільська рада        |
| Комишне           | Комишненська сільська рада        |
| Красна Талівка    | Красноталівська сільська рада     |
| Красний Деркул    | Красноталівська сільська рада     |
| Крепи             | Теплівська сільська рада          |
| Лобачеве          | Миколаївська сільська рада        |
| Макарове          | Валуйська сільська рада           |
| Малинове          | Вільхівська сільська рада         |
| Миколаївка        | Миколаївська сільська рада        |
| Михайлівка        | Сотенська сільська рада           |
| Нижній Мінченок   | Теплівська сільська рада          |
| Нижня Вільхова    | Вільхівська сільська рада         |
| Нижньотепле       | Нижньотеплівська сільська рада    |
| Олександрівка     | Чугинська сільська рада           |
| Передільське      | Передільська сільська рада        |
| Піонерське        | Миколаївська сільська рада        |
| Піщане            | Нижньотеплівська сільська рада    |
| Плотина           | Вільхівська сільська рада         |
| Пшеничне          | Вільхівська сільська рада         |
| Розквіт           | Розквітненська сільська рада      |
| Середньотепле     | Нижньотеплівська сільська рада    |
| Сизе              | Валуйська сільська рада           |
| Старий Айдар      | Передільська сільська рада        |
| Степове           | Широківська сільська рада         |
| Талове            | Талівська сільська рада           |
| Тепле             | Теплівська сільська рада          |
| Сотенне           | Сотенська сільська рада           |
| Чугинка           | Чугинська сільська рада           |
| Широкий           | Широківська сільська рада         |
| Юганівка          | Комишненська сільська рада        |

## Населення
Населення 52,1 тис. чоловік (1 січня 2003 року), зокрема міське населення — 19,6 тис. осіб.
Населення становить 49 870 осіб (на 1 серпня 2013).
Етнічний склад населення району на 2001 рік був представлений наступним чином:
- українці — 36,5%;
- росіяни — 61,1%;
- білоруси — 0,6%
- інші національності — 1,8%

Етномовний склад сільських та міських рад району (рідна мова населення) за переписом 2001 року, %
|                              | російська | українська | вірменська | білоруська |
| Станично-Луганський район    | 85,1      | 14,2       | 0,2        | 0,1        |
| ---------------------------- | --------- | ---------- | ---------- | ---------- |
| смт Станично-Луганське       | 92,4      | 6,2        | 0,2        | 0,1        |
| смт Петрівка                 | 68,8      | 30,7       | 0,2        | 0,1        |
| Валуйська сільрада           | 91,0      | 8,8        | 0,1        | 0,0        |
| Великочернігівська сільрада  | 93,7      | 6,2        |            |            |
| Верхньобогданівська сільрада | 53,6      | 46,2       | 0,1        |            |
| Гарасимівська сільрада       | 95,0      | 4,6        |            | 0,3        |
| Камишненська сільрада        | 88,1      | 11,2       | 0,4        |            |
| Красноталівська сільрада     | 73,4      | 26,0       | 0,3        | 0,1        |
| Нижньотеплівська сільрада    | 85,4      | 13,5       | 0,5        | 0,3        |
| Миколаївська сільрада        | 65,1      | 33,7       | 0,2        | 0,0        |
| Вільхівська сільрада         | 93,5      | 5,7        | 0,5        | 0,0        |
| Передільська сільрада        | 89,1      | 10,8       | 0,1        | 0,1        |
| Розквітненська сільрада      | 84,0      | 14,9       | 0,3        | 0,2        |
| Талівська сільрада           | 82,6      | 16,1       | 0,7        |            |
| Теплівська сільрада          | 91,3      | 8,5        | 0,1        |            |
| Червоножовтнева сільрада     | 84,3      | 15,7       |            |            |
| Чугинська сільрада           | 91,7      | 7,0        | 0,9        |            |
| Широківська сільрада         | 78,5      | 21,3       | 0,1        | 0,0        |

## Економіка
Промисловість у районі представлена підприємствами:
- ЗАТ «Кондрашевський піщаний кар'єр» — виготовлення збірного залізобетону, щебеню й іншої продукції для будівництва;
- ТОВ «Хлібозавод Петровський» — виробництво хлібобулочних і кондитерських виробів;
- Виробничо-комерційна фірма ТОВ «ЛІА»-ЛТД — виробництво безалкогольних напоїв.

За своїм господарським профілем район відноситься до сільськогосподарського. Загальна площа сільгоспугідь — 124,6 тис. га, у тому числі:
- ріллі — 91, 4 тис. га;
- лісів і насаджень — 35,47 тис. га;
- ставків і водойм — 4 тис. га.

Виробництвом сільськогосподарської продукції займаються 33 підприємства різних форм власності, 96 сільських (фермерських) господарств. Найбільші сільськогосподарські підприємства району:
- ТОВ «Олекс» — вирощування овочів і зернових культур;
- ПСП «Деркул» і СТОВ ім. Суворова — виробництво зерна і молока;
- ПНВСП «Агросхід» — виробництво зерна і м'яса;
- ТОВ «Станічно-Луганська МТС», КФХ «Агролюкс» — виробництво зернових культур.

Найвагоміші серед переробних підприємств району (79,4%) є підсобні цехи підприємств агропромислового комплексу, що виробляють крупу, борошно, хлібобулочні вироби, рослинні олії.
На території району знаходиться єдине в області ВАТ «Луганський облрибкомбінат», площа якого становить 2137,7 га, де вирощуються такі види риб як товстолоб, сом канальний, амур, дзеркальний короп.
У районі розвинена мережа залізних і шосейних доріг, що зв'язують Донбас із Москвою і Південним Кавказом (Москва—Донбас, Міллерово—Маріуполь, Харків—Лиха) і населені пункти автодорогами з промисловими центрами (Луганськ—Міллерово, Луганськ—Старобільськ—Сватове).
Телефонний зв'язок охоплює всі населені пункти району, є автоматичний міжміський зв'язок. Більшість населених пунктів району газифіковано.
Банківська система представлена відділеннями ВАТ Державного ощадбанку України, АППБ «Аваль», КБ «Приват-Банк», АБ «Укркомунбанк». Інший рівень фінансово-кредитної системи представлений районними відділеннями Пенсійного фонду, Державного казначейства, представництвом АСК «Оранта-Лугань».

## Соціальний розвиток
У районі працюють:
- школи — 24 (у них навчається 6633 дитини);
- дитячі сади і ясла — 20 (у них знаходиться 588 дітей);
- дитяча спортивна школа — 1;
- дитяча музична школа — 1;
- школа бізнесу — 1;
- навчально-виробничий центр — 1.

У школах працює 716 педагогічних працівників; позашкільною роботою охоплено 850 чоловік.
Працюють 31 клуб, 6 народних колективів ведуть активну роботу, займаються гастрольною діяльністю.
У районі діють: 31 державна бібліотека, 1 профспілкова, 1 медична, 20 шкільних бібліотек, 1 відомча, з загальним бібліотечним фондом 532,9 тис. Із державної мережі бібліотек у районі є: 1 центральна районна бібліотека, 1 районна дитяча бібліотека, 1 Петрівська дитяча бібліотека, 1 Петрівська міська бібліотека та 27 сільських бібліотек. Книжкові фонди становлять 320 тис. примірників книг та періодичних видань. Читачів у державних бібліотеках 19,8 тис., в тому числі дітей — 6,4 тис. чоловік. У бібліотечній мережі працюють 43 бібліотечних працівника з середньо-спеціальною та вищою бібліотечною освітою. Спеціалісти становлять 84,6% (відсотка). Близько 10 бібліотек бібліотечної мережі відзначили піввіковий ювілей. Це центральна районна та районна дитяча бібліотеки, В-Чернігівська сільська бібліотека та інші.
У районі діють 4 музеї. Велика увага приділяється розвиткові культури донського козацтва, його традиціям і звичаям. На базі історико-етнографічного музею створений єдиний в Україні центр культури донського козацтва.
Для розвитку фізичної культури та спорту працюють:
- 2 стадіони;
- 25 спортивних залів;
- 4 тири;
- 31 спортивний майданчик;
- 18 футбольних полів;
- 11 фізкультурно-оздоровчих комплексів.

Медичну допомогу надають: центральна районна лікарня, Петровська номерна лікарня, 3 сільських дільничних лікарні, 7 сільських амбулаторій, 24 фельдшерських пункти. Усього в районі діють 36 лікарняних установ, 80 денних стаціонарів.
На території району розташовано 8 оздоровчих таборів, 5 баз відпочинку, 2 санаторії.

## Місця для відвідин
У районі діють туристично-рекреаційні маршрути по пам'ятних історичних місцях: пам'ятники археології, Свято-Никольський храм, церква Різдва Богородиці, церква Святого архангела Михайла, могила старця Феофана. Мальовниче урочище, розташоване поблизу села Чугинка — Киселева балка, здавна славиться своїми святими джерелами. У плавневих лісах Сіверського Дінця розкинулися володіння Луганського державного заповідника з багатими різновидами рослинного і тваринного світу.